# تپه سیاکو
تپه سیاکو در شهرستان خرم‌آباد، بخش دوره چگنی، دهستان کشکان، ۱ کیلومتری شمال روستای بلوط بان واقع شده و این اثر در تاریخ ۲۲ اسفند ۱۳۸۵ با شمارهٔ ثبت ۱۸۲۲۱ به‌عنوان یکی از آثار ملی ایران به ثبت رسیده است.